# Pieter Hieronymus van Westrenen
Pieter Hieronymus van Westrenen van Themaat (21 octobre 1768 - Utrecht ✝ 20 mars 1845 - Utrecht), était diplomate et homme politique hollandais du XIXe siècle.

## Biographie
Pieter Hieronymus van Westrenen van Themaat, fils de Frederik-Jean van Westrenen Sterkenburg, docteur en droit, et de Gertruyd-Elisabeth Testart, naquit à Utrecht le 21 octobre 1768.
Après des études à l'Université d'Utrecht (1787-1789), il devint avocat à Utrecht à partir de 1789.
Après avoir été conseiller municipal d'Utrecht, il fut envoyé comme ambassadeur de la République batave à la cour de Suède (30 septembre 1802 - 5 mai 1806) puis ministre plénipotentiaire à Lisbonne (5 mai 1806 - 11 mars 1807).
Chevalier de l'ordre royal de l'Union, membre du Corps législatif du royaume de Hollande on le fait chambellan de la reine Hortense.
Il était député du département d'Utrecht au Wetgevend Lichaam (4 octobre 1806 - 30 juillet 1810) et membre de l'administration provinciale d'Utrecht lorsque le Royaume de Hollande fut rattaché à l'Empire français.
Le 19 février 1811, il fut nommé par l'Empereur Napoléon Ier député du département du Zuyderzée au Corps législatif, sur une liste au choix présentée par le préfet de ce département.
Créé chevalier de l'Empire le 3 juillet 1813, il sortit du Corps législatif lors de la séparation de la Hollande et de la France.
Il mourut dans sa ville natale le 20 mars 1845.

### Vie familiale
Pieter Hieronymus était le fils de Frederik-Jean van Westreenen Sterkenberg (né le 2 juillet 1731 - Utrecht), docteur en droit, et de Gertruyd-Elisabeth Testart (née le 6 décembre 1742 - Leyde).
Il eut trois enfants de son mariage, contracté le 30 septembre 1792, avec Anna Maria Eleonora van den Heuvel.

## Fonctions
- Avocat à Utrecht (1789) ;
- Conseiller municipal d'Utrecht ;
- Ambassadeur de la République batave à la cour de Suède (30 septembre 1802 - 5 mai 1806) ;
- Ministre plénipotentiaire à Lisbonne (5 mai 1806 - 11 mars 1807) ;
- Député au Corps législatif du royaume de Hollande ;
- Député du département d'Utrecht au Wetgevend Lichaam (4 octobre 1806 - 30 juillet 1810) ;
- Membre de l'administration provinciale d'Utrecht ;
- Député du département du Zuyderzée au Corps législatif (19 février 1811 - 1814).

## Publications
- Theses et positiones quaedam controversae ex iure naturali, gentium, publico universali ac civili romano collectae.
- Voyages écrits par M. van Westrenen van Themaat[1].

## Titres
- Heer van Themaat (Haarzuilens) en Houdringen ;
- Chevalier de l'Empire (3 juillet 1813).

## Distinctions
- Chambellan de la reine Hortense ;
- Chevalier de l'Ordre de l'Union ;
- Ordre de la Réunion :
  - Chevalier de l'Ordre de la Réunion (3 juillet 1813) ;
- Légion d'honneur :
  - Chevalier de la Légion d'honneur.

## Règlement d'armoiries
| Image | Armoiries |
| ----- | --- |
|       | Armes du chevalier Pieter Hieronymus van Westrenen van Themaat et de l'Empire D'argent, au loup passant de sable, lampassé de gueules, allumé du champ, surmonté de trois fers de lance de sable, rangés en fasce ; bordure d'azur du tiers de l'écu, chargée au deuxième point en chef du signe des chevaliers de l'Ordre impérial de la Réunion. |